# Yamatentomon kunnepchupi
Yamatentomon kunnepchupi är en urinsektsart som beskrevs av Imadaté 1964. Yamatentomon kunnepchupi ingår i släktet Yamatentomon och familjen lönntrevfotingar. Inga underarter finns listade i Catalogue of Life.